# Nick Laird-Clowes
Nick Laird-Clowes, nato Nicholas William Laird-Clowes, noto anche con lo pseudonimo di Trashmonk (Londra, 5 febbraio 1957), è un cantante, chitarrista e compositore britannico.

## Biografia
Iniziò la carriera musicale come componente degli Alfalpha, che pubblicarono un solo album nel 1977 per la Emi, e i The Act, nella quale faceva parte come secondo chitarrista il fratello minore di David Gilmour, Mark, e anch'essi con all'attivo un solo album, Too Late At 20, del 1982, prodotto da Joe Boyd per la sua etichetta Hannibal. Verso la fine degli anni '70 incontrò Gilbert Gabriel insieme al quale si esibì sporadicamente come duo sotto il nome The Politics of Paradise. Nel 1982 fu anche conduttore televisivo della prima serie del programma musicale The Tube, trasmesso da Channel 4.
Laird-Clowes e Gabriel incontrarono a una festa la polistrumentista Kate St John e nel 1983 formarono un trio, The Dream Academy con il quale due anni dopo raggiunsero il successo mondiale con i singoli Life in a Northern Town, The Love Parade e con il primo omonimo album, co-prodotto da David Gilmour. Laird-Clowes compose la maggior parte dei brani del gruppo, tra i quali, oltre quelli già citati, The Edge of Forever, This World, Indian Summer, Power to Believe e 12/8 Angel. Dopo aver registrato altri due album, di minore successo, per la Warner e la Reprise (Remembrance Days e A Different Kind of Weather) il gruppo si sciolse nel 1991.
Nel 1999 pubblicò con lo pseudonimo Trashmonk il suo unico album da solista, Mona Lisa Overdrive, realizzato da Alan McGee per la sua etichetta Creation Records, ristampata alcuni anni più tardi con due brani aggiunti (Mr Karma e Fur Hat) sotto l'etichetta PopTones, sempre di proprietà di McGee.
Amico di David Gilmour, con il quale co-produsse il primo e il terzo album dei Dream Academy, The Dream Academy e A Different Kind of Weather, Laird-Clowes contribuì alla scrittura dei testi di due brani (tra cui Take It Back) dell'album dei Pink Floyd The Division Bell. Sempre con il nome di Trashmonk, nei primi anni 2000 aprì i concerti solisti di David Gilmour, il quale suonò in due brani inediti dei Dream Academy, Living in a War e The Chosen Few pubblicati soltanto nel 2014 nella compilation The Morning Lasted All Day - A Retrospective.
A partire dal 2001, Laird-Clowes compose un buon numero di colonne sonore per film e documentari, tra i quali Verità apparente, diretto da Adam Brooks con Cameron Diaz, Gioventù violata diretto da Griffin Dunne con Diane Lane e Donald Sutherland, Il massacro di Haditha diretto da Nick Broomfield, che fu presentato al London Film Festival nel 2007 e Questione di tempo, diretto da Richard Curtis. Nel 2003 fu consulente musicale per il film di Bernardo Bertolucci The Dreamers - I sognatori e nel 2009, collaborò al documentario a cortometraggio su Greenpeace A Time Comes di Nick Broomfield.
Nel maggio del 2007, Laird-Clowes e Joe Boyd organizzarono un concerto tributo a Syd Barrett, The Madcap's Last Laugh, al Barbican Centre di Londra, nel quale si esibì accanto a Roger Waters e i Pink Floyd.
Nel 2014 pubblicò una seconda antologia dei Dream Academy con sei brani inediti, e nel 2016, riunitosi a Kate St John, si esibì con lei in tre concerti in Giappone e nel 2017, eseguendo tredici brani del repertorio storico in versione acustica nel Galles. Nello stesso anno compose le musiche del documentario su Whitney Houston, Whitney: Can I Be Me, mentre nel 2019 è compositore del documentario su Leonard Cohen Marianne & Leonard - Parole d'amore, acclamato da critica e pubblico, e My father and me, sulla figura del fotografo Maurice Broomfield.

## Discografia

### Solista
- 1999 – Mona Lisa Overdrive (come Trashmonk)